# アリオク
アリオク（Arioch）またはアリヨク、アリオーシュとは、ヘブライ語で「獰猛な獅子」を意味する語。旧約聖書にはこの名を持つ人物が二人登場し、口語訳では「アリオク」と表記されるが、新改訳と新共同訳では「アリヨク」と訳出されている。
- 旧約聖書一人目のアリオクは『創世記』14章に登場するエラサルの王。
- 二人目は『ダニエル書』2章に登場するネブカドネザル王の侍衛の長、高官である。

ヨーロッパの悪魔学でも同名の悪魔の存在が語られている。フレッド・ゲティングズ著『悪魔の事典』によると「復讐のデーモン」であるという。
ジョン・ミルトン作『失楽園』では堕天使の一人としてサタンの陣営に加わっている。